# 妃里梨江
妃里 梨江（ひさと りえ、9月19日 - ）は元宝塚歌劇団・星組の娘役。
神奈川県、白百合学園中学校出身。身長162cm。愛称はみこ、くみこ。

## 略歴
- 1993年、81期生として宝塚音楽学校へ入学。同期生には、真飛聖（元花組トップスター）、大和悠河（元宙組トップスター）、ふづき美世（元花組トップ娘役）、舞風りら（元雪組トップ娘役）などがいる。
- 1995年3月、宝塚歌劇団入団。入団時の成績は41人中24番[1]。『国境のない地図』にて初舞台を踏み、同年5月1日[1]に星組に配属される。
- 1997年、『誠の群像』で新人公演初ヒロインに抜擢される。
- 同年、『夜明けの天使たち』でバウホール公演初ヒロインに抜擢される。
- 2000年9月17日[1]、『黄金のファラオ／美麗猫』の東京公演千秋楽を最後に宝塚歌劇団を退団。

## 宝塚歌劇団時代の主な舞台出演
- 1995年3月、『国境のない地図』＊初舞台
- 1995年12月、『Action!』（ドラマシティ）
- 1996年11月、『エリザベート -愛と死の輪舞-』新人公演：マデレーネ（本役：眉月凰）
- 1997年5月、『誠の群像 -新撰組逃亡記- 』新人公演：お小夜（本役：月影瞳）／『魅惑Ⅱ -ネオ・エゴイスト-』　＊新人公演初ヒロイン
- 1997年9月、『夜明けの天使たち』（東京特別・バウホール）アンジェラ ＊バウホール初ヒロイン
- 1997年11月、『ダル・レークの恋』ビーナ、新人公演：カマラ・チャンドラ・クマール（本役：星奈優里） ＊新人公演ヒロイン
- 1998年4月、『ディーン』（バウ・東京特別公演）ピア・アンジェリ ＊バウホールヒロイン
- 1998年6月、『皇帝』新人公演：メッセラ（本役：万理沙ひとみ）／『ヘミングウェイ・レビュー』
- 1998年12月、『聖夜物語』（ドラマシティ）マリア・フェロー
- 1999年2月、『WEST SIDE STORY』グラジェラ、新人公演：コンスエーロ（本役：秋園美緒）
- 1999年8月、『我が愛は山の彼方に』楚春／『グレート・センチュリー』（博多座）
- 1999年10月、『我が愛は山の彼方に』新人公演：ジェリメ（本役：羽純るい）／『グレート・センチュリー -メモリーズ&メロディーズ』
- 1999年12月、『エピファニー』（バウ）毛利鞠 ＊バウホールヒロイン
- 2000年3月、『聖者の横顔』（バウ・東京特別）フランチェスカ ＊バウホールヒロイン
- 2000年6月、『宝塚 雪・月・花／サンライズ・タカラヅカ』（ベルリン）
- 2000年8月、『黄金のファラオ』エルディア、新人公演：王妃ネフェルティ（本役：星奈優里）／『美麗猫』 ＊新人公演ヒロイン、退団公演

## 宝塚歌劇団退団後の主な出演

### ドラマ
- 『愛と青春の宝塚』（2002年1月、フジテレビ系）六条朝美 役